# 242P/Spahr
242P/Spahr, komet Jupiterove obitelji